# Альфред Еффіонг
Альфред Еффіонг (англ. Alfred Effiong, нар. 29 листопада 1984, Лагос) — мальтійський футболіст, нападник клубу «Бальцан».
Виступав, зокрема, за клуби «Сент-Джозефс» та «Кормі», а також національну збірну Мальти.

## Клубна кар'єра
Уродженець Лагосу в дорослому футболі дебютував 2006 року виступами за команду малтійського клубу «Сент-Джозефс», в якій провів один сезон, взявши участь лише у 10 матчах чемпіонату. 
Протягом 2007—2008 років захищав кольори команди клубу «Хамрун Спартанс».
Своєю грою за останню команду привернув увагу представників тренерського штабу клубу «Кормі», до складу якого приєднався 2008 року. Відіграв за клуб наступні два сезони своєї ігрової кар'єри. Більшість часу, проведеного у складі «Кормі», був основним гравцем атакувальної ланки команди. 
2010 року уклав контракт з клубом «Марсашлокк», у складі якого провів наступний рік своєї кар'єри гравця. Граючи у складі У складі також здебільшого виходив на поле в основному складі команди. 
Протягом 2011—2012 років захищав кольори команди клубу «Валетта».
З 2012 року знову, цього разу три сезони захищав кольори команди клубу «Кормі».  Тренерським штабом нового клубу також розглядався як гравець «основи». І в цій команді продовжував регулярно забивати, в середньому 0,47 рази за кожен матч чемпіонату.
До складу футбольного клубу «Бальцан» приєднався 2015 року. Відтоді встиг відіграти за бальцанський клуб 60 матчів у національному чемпіонаті.

## Виступи за збірну
2015 року дебютував в офіційних матчах у складі національної збірної Мальти. Наразі провів у формі головної команди країни 12 матчів, забивши 4 голи.

## Титули і досягнення

### Клубні
- Чемпіон Мальти (1):

«Валетта»: 2011-12
- Володар Суперкубка Мальти (1):

«Валетта»: 2011
- Володар Кубка Мальти (1):

«Бальцан»: 2018-19